# 江北圣德肋撒堂
圣德肋撒堂是天主教重庆总教区的一座教堂，始建于1855年，現存教堂建於1928年，2008年重建。

## 历史
圣德肋撒堂原位于重庆江北城米亭子13号，最早（1855年）由民房改建而成，民国十六年（1927年10月24日）重庆教区主教尚惟善发出通令号召教友捐资新建：
|  | 在此战争频仍之际，祸乱相循之秋，地方糜烂，人民颠连，无日不在水深火热之中，南北各省人民蒙祸既甚，当此多难之秋，本主教不分中外，同舟共济，遂将川东教会，暨众教友皆托于圣女婴孩耶稣德肋撒，永远护佑，并许愿在江北城内，建筑一座圣堂，奉圣女为主保，以作报恩纪念。为此，通令各本堂神父，劝勉所属教友等，量力捐资，建立此堂，以报圣女恩。 |

考虑到圣德肋撒（小德兰）于1925年列品，可知教堂历史应以1928年起算。
文革期间，教务活动被中断，直至1994年，教堂重新开放。

### 拆除与重建
圣德肋撒堂于1988年12月经江北区人民政府确定为“区级文物保护单位”。但在2005年重庆市政府决定对江北进行重新开发，建设江北嘴中央商务区后，该堂被拆除，并于2008年在现址重新落成开放。聖德肋撒堂附近還有基督教新教的江北福音堂。